# جشنواره خوارزمی
جشنوارهٔ خوارزمی نام یک جشنواره علمی در ایران است که توسط سازمان پژوهش‌های علمی و صنعتی ایران برگزار می‌گردد. نام این جشنواره از نام محمد بن موسی خوارزمی دانشمند مشهور ایرانی گرفته شده‌است.
این جشنواره از سال ۱۳۶۶ به‌صورت بین‌المللی آغاز به کار نمود. سپس در سال ۱۳۶۸ با هدف جلب مشارکت دانش‌آموزان، بخش دانش‌آموزی نیز به آن اضافه گردید. پس از آن با طی ۱۰ سال فعالیت در حوزهٔ بین‌المللی اولین دورهٔ این جشنواره در قالب جشنوارهٔ جوان خوارزمی در سطح ملی با مشارکت وزارت آموزش و پرورش آغاز گردید. همچنین از سال ۱۳۹۳ بخش نوجوان خوارزمی نیز ویژهٔ دانش‌آموزان متوسطه اول به جشنواره افزوده شد.

## بخش‌های پژوهش
در حال حاضر این جشنواره در سه بخشِ نوجوان و جوان و بین‌المللی برگزار می‌گردد.

## جشنوارهٔ نوجوان خوارزمی
این بخش از جشنواره از سال تحصیلی ۹۴–۱۳۹۳ به جشنواره برای دانش‌آموزان دوره اول متوسطه اضافه شد.

### محورها
محورهای این جشنواره با توجه به آخرین تغییرات، به شرح زیر می‌باشد: (قبل از سال ۱۴۰۰ شامل ۶ رشته بود که در سال ۱۴۰۱–۱۴۰۰ سه رشته و در سال ۱۴۰۲–۱۴۰۱ چهار رشته اضافه شد.)
- زبان و ادبیات فارسی «احساس واژه‌ها» (برای پایه‌های هفتم، هشتم و نهم)
- پژوهش (برای پایه‌های هفتم، هشتم و نهم)
- دست‌سازه‌ها (برای پایه‌های هفتم، هشتم و نهم)
- ریاضی (برای پایه‌های هفتم، هشتم و نهم)
- زبان انگلیسی (فقط برای دانش‌آموزان پایهٔ نهم)
- علوم آزمایشگاهی (فقط برای دانش‌آموزان پایهٔ نهم)
- بازارچهٔ کسب‌وکار دانش‌آموزی (برای پایه‌های هفتم، هشتم و نهم)
- برنامه‌نویسی (برای پایه‌های هفتم، هشتم و نهم)
- مناظره مطالعات اجتماعی (برای پایه‌های هفتم، هشتم و نهم)
- قرآن و معارف اسلامی (برای پایه‌های هفتم، هشتم و نهم)
- سلامت و تربیت بدنی (برای پایه‌های هفتم، هشتم و نهم)
- فرهنگ و هنر (برای پایه‌های هفتم، هشتم و نهم)
- بازی‌های مهارتی و توسعه فردی (برای پایه‌های هفتم، هشتم و نهم)

## جشنواره جوان خوارزمی

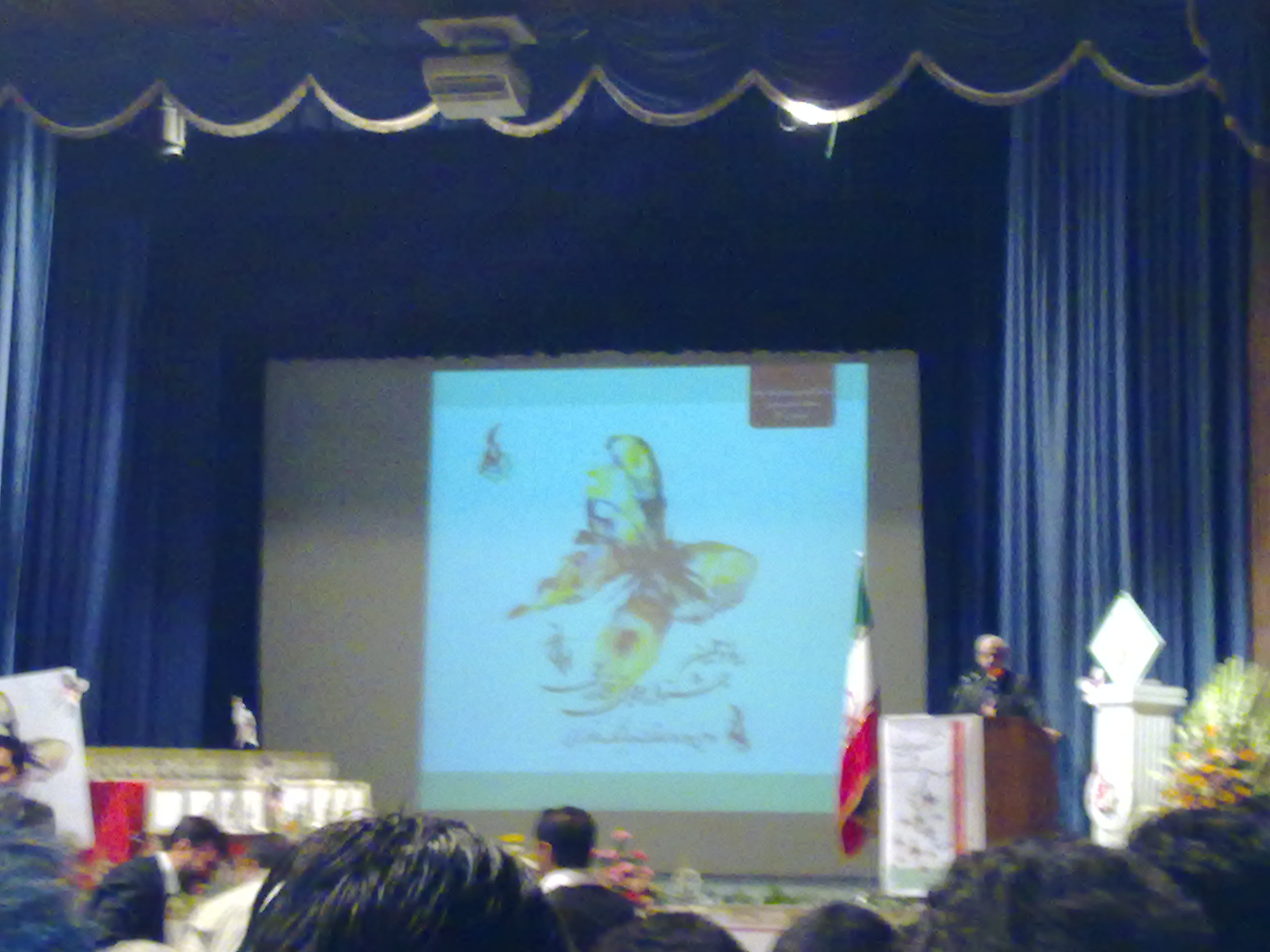
مراسم تجلیل از برگزیدگان جشنواره خوارزمی دوره یازدهم

### بخش دانش‌آموزی
برگزاری بخش دانش‌آموزی این جشنواره در حال حاضر به‌عهدهٔ سازمان ملی پرورش استعدادهای درخشان وزرات آموزش و پرورش است که با همکاری دانشگاه تربیت دبیر شهید رجایی برگزار می‌گردد. این بخش مختص دانش‌آموزان دوره‌ی دوم متوسطه است.

#### رشته‌ها
گروه‌های دانش‌آموزی جشنواره با توجه به آخرین تغییرات در بیست و پنجمین دوره، به شرح زیر می‌باشد:
| ردیف | رشته                      |
| ---- | ------------------------- |
| ۱    | برق و الکترونیک           |
| ۲    | کامپیوتر                  |
| ۳    | مکانیک                    |
| ۴    | مکاترونیک                 |
| ۵    | عمران و معماری            |
| ۶    | علوم زیستی و پزشکی        |
| ۷    | کشاورزی و منابع طبیعی     |
| ۸    | فیزیک و نجوم              |
| ۹    | شیمی                      |
| ۱۰   | فناوری نانو               |
| ۱۱   | ریاضی                     |
| ۱۲   | زبان و ادبیات فارسی       |
| ۱۳   | علوم دینی و قرآن‌پژوهی     |
| ۱۴   | علوم اجتماعی و روان‌شناسی  |
| ۱۵   | هنر                       |
| ۱۶   | سلول‌های بنیادی            |
| ۱۷   | علوم شناختی               |
| ۱۸   | هوش مصنوعی                |
| ۱۹   | سایر زمینه‌های علمی و هنری |

#### روند برگزاری
در ابتدا طرح‌ها در آموزش و پرورش منطقه (در تهران و شهرهای بزرگ) یا در آموزش و پرورش شهر (در شهرهای کوچک) بررسی شده و از طرح‌ها دفاع می‌شود و بر اساس معیارهای جشنواره به دو گروه قابل تقدیر در سطح منطقه و گروه قابل ارائه در سطح استان می‌فرستند سپس در سطح استان بررسی شده و بعضی از طرح‌ها عودت داده می‌شوند. طرح‌های پذیرفته شده پس از دفاع به دو گروه قابل تقدیر در سطح استان (رتبه‌های دو و سه استانی) و قابل ارائه در سطح کشور تقسیم می‌شود. طرح‌های پذیرفته شده جهت کشوری به دانشگاه تربیت دبیر شهید رجایی فرستاده می‌شود و پس از بررسی طرح‌ها به دو دسته تقسیم می‌شوند طرح‌هایی که به استان‌ها عودت داده می‌شود تا برای رتبهٔ اول استانی تلاش کنند و طرح‌هایی که قابل دفاع هستند از کل ایران جمع می‌شوند و پس از دفاع این طرح‌ها بررسی شده و به دو گروه برگزیدهٔ کشوری (رتبه‌های یک و دو و سه کشوری) و عودت داده شده جهت رتبهٔ اول استانی تقسیم می‌شوند. سپس در هفته پژوهش در ایران در جشنی با حضور معاون اول رئیس‌جمهور ایران، وزیر آموزش و پرورش، وزیر علوم، تحقیقات و فناوری رتبه‌های برگزیده اعلام و جوایزشان اهدا می‌گردد.

#### تسهیلات
برگزیدگان کشوری جشنواره جوان خوارزمی از تسهیلات زیر جهت ورود به دانشگاه بهره‌مند می‌شوند:
- ورود به دانشگاه با شرکت در کنکور و کسب حد نصاب علمی برابر ۸۵٪ تا ۹۸٪ (با توجه به رتبه و درصد مشارکت*[۷]) نمره گزینش آزاد در رشته مورد تقاضا (بر اساس جدول زیر[۸]).

| تعداد نفرات    | درصد امتیاز برگزیدگان اول | درصد امتیاز برگزیدگان دوم | درصد امتیاز برگزیدگان سوم |
| -------------- | ------------------------- | ------------------------- | ------------------------- |
| یک نفر         | ۱۵٪                       | ۱۰٪                       | ۵٪                        |
| دو نفر         | ۱۹٫۵                      | ۱۳                        | ۶٫۵                       |
| سه نفر         | ۲۳٫۲۵                     | ۱۵٫۵                      | ۷٫۷۵                      |
| چهار نفر       | ۲۵٫۲۶                     | ۱۷٫۵                      | ۸٫۷۵                      |
| پنج نفر        | ۲۷                        | ۱۸                        | ۹                         |
| شش نفر به بالا | ۲۸٫۵                      | ۱۹                        | ۹٫۵                       |

- ورود بدون کنکور به دانشگاه‌ها یا موسسات و مراکز آموزش عالی درصورت اخذ پذیرش از دانشگاه یا مؤسسه آموزش عالی مربوط. البته سایت‌هایی هم وجود دارند که وظیفه مشاوره تخصصی برای شرکت در جشنواره جوان خوارزمی را بر عهده دارند. به عنوان نمونه وبسایت کمک پژوه که متشکل از برگزیدگان همین جشنواره است.[۶]

در بخش دانش‌آموزی این جشنواره بیش از ۶۸ درصد طرح‌های ارسالی در سال ۱۳۹۴ متعلق به دختران دانش‌آموز بود. در سال ۱۳۹۴ هفت هزار و ۳۷۸ طرح متعلق به ۹ هزار و ۹۱۳ دانش‌آموز به دبیرخانه این جشنواره ارسال شد.

### بخش دانش‌پژوهان-فناوران
متولی برگزاری بخش دانش‌پژوهان-فناوران این جشنواره سازمان پژوهش‌های علمی و صنعتی ایران می‌باشد. این بخش مختص افراد زیر ۳۵ سال است و تاکنون ۲۴ دورهٔ آن برگزار شده‌است.

#### گروه‌های تخصصی
- کشاورزی و منابع طبیعی
- برق و کامپیوتر
- زیست‌فناوری و علوم پایه پزشکی
- علوم پایه
- عمران
- فناوری‌های شیمیایی
- صنایع پیشرفته و مدیریت هوشمند فناوری
- فناوری نانو
- مکانیک
- مواد و متالورژی و انرژی‌های نو
- مکاترونیک
- مهندسی نرم‌افزار و فناوری اطلاعات
- معماری و شهرسازی
- هنر
- هوافضا
- هوش محاسباتی
- طرح‌های موفق در تولید ملی[۱۱]

## جشنواره بین‌المللی خوارزمی
دراین جشنواره افراد از کشورهای دیگر هم حق حضور دارند.
طرح‌های قابل پذیرش می‌بایست در هفده گروه تخصصی شامل: فناوری‌های شیمیایی، مکانیک، برق و کامپیوتر، هنر، معماری و شهرسازی، کشاورزی و منابع طبیعی، علوم پایه، عمران، مهندسی صنایع و مدیریت فناوری، مواد، متالورژی و انرژی‌های نو و… به جشنواره بین‌المللی خوارزمی ارائه گردد.